# Cosâmbești
Cosâmbești is een Roemeense gemeente in het district Ialomița.
Cosâmbești telt 1758 inwoners.